# China National Offshore Oil Corporation
La China National Offshore Oil Corporation (CNOOC, chinois simplifié : 中国海洋石油总公司 ; chinois traditionnel : 中國海洋石油總公司 ; pinyin : Zhōngguó Háiyáng Shíyóu Zǒnggōngsī) est une compagnie pétrolière chinoise créée en 1982 et dont le capital est contrôlé en totalité par l'État chinois. Elle compte plusieurs filiales, dont certaines sont cotées à Hong Kong et Shanghai.
CNOOC est la troisième compagnie pétrolière chinoise derrière Sinopec et PétroChina. Son rôle est orienté vers l'exploitation de ressources pétrolières et gazières extérieures à la Chine, en coopération avec des entreprises étrangères.

## Histoire

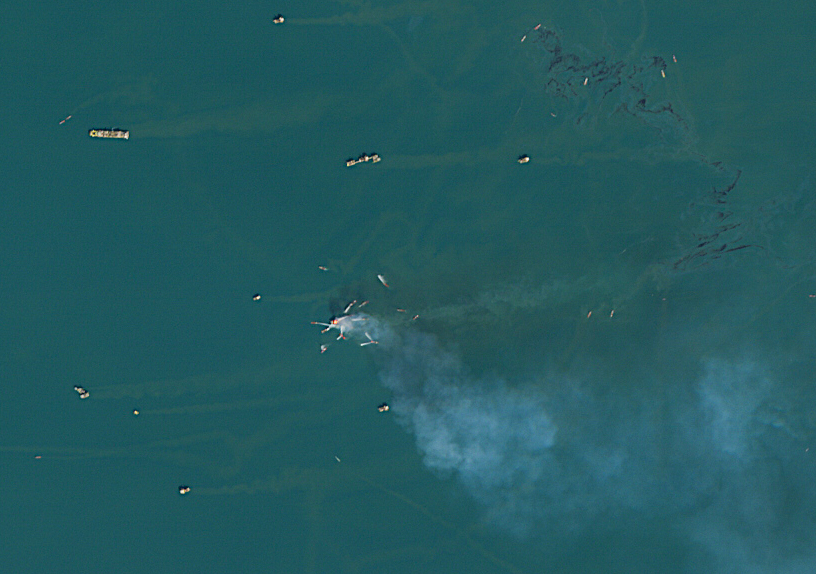
Incendie de la plateforme Penglai 19-3 le 6 avril 2021 vue par le satellite Sentinel-2

Le 23 juin 2005, CNOOC renchérit sur une offre publique d'achat amicale lancée par Chevron sur le groupe américain Unocal. La proposition de CNOOC valorise la société à 18,5 milliards de dollars contre 17 pour celle de Chevron. Il s'agit d'une offre en liquide. Pour financer cette acquisition, CNOOC bénéficie notamment, outre l'appui de sa maison mère, d'un prêt de 6 milliards de dollars de l'Industrial Commercial Bank of China. Aux États-Unis, cette opération, venant de l'étranger et touchant un secteur stratégique, est soumise à l'accord du Comité pour l'investissement étranger aux États-Unis (Committee on foreign investments in the United States - CFIUS). L'événement a un écho médiatique important et l'offre de Chevron est finalement retenue.
En 2005, CNOOC rachète une part de 16,7 % dans MEG Energy (en), qui exploite des sables bitumineux au Canada, pour un montant de 122 millions de dollars canadiens (120,8 millions de dollars US).
En 2006, CNOOC rachète 45 % de Samatro, puis investit 1,6 milliard d'euros pour forer dans le golfe de Guinée. Deux ans plus tard, elle rachète les droits d'exploitation de gisements jusque-là concédés à Shell, ExxonMobil et Chevron, malgré les tentatives de résistance de ces derniers. Le coût est de 21 milliards d'euros pour l'accès à 6 milliards de barils.
En novembre 2011, CNOOC rachète Opti Canada, exploitant de sables bitumineux au Canada, pour 2,1 milliards de dollars américains.
A fin 2011, les réserves prouvées de CNOOC représentent 3,19 milliards de barils équivalent pétrole pour une production de 909 000 barils équivalent pétrole par jour.
Le 23 juillet 2012, CNOOC annonce un accord pour le rachat du pétrolier canadien Nexen pour un montant de 15,1 milliards de dollars américains. Cet investissement est le plus important réalisé par une entreprise chinoise au Canada. CNOOC souhaite, à la suite de cette acquisition, installer son siège pour l'Amérique du Nord à Calgary.
En juin 2014, BP signe un contrat de vente de gaz naturel liquéfié sur 20 ans, d'un montant de 20 milliards de dollars avec CNOOC.
En décembre 2020, CNOOC est ajouté à la liste noire des Communist Chinese Military Companies, mise en place par le département de la défense des États-Unis, interdisant à des investisseurs américains d'investir dans ses titres financiers.
En janvier 2021, China National Offshore Oil Corporation est rajoutée à l'Entity List, une liste de sanction américaine lui interdisant de commercer avec des entreprises américaines.
Le 6 avril 2021, la plateforme pétrolière Penglai 19-3 prend feu, causant la disparition de plusieurs employés.
En octobre 2021, CNOOC se retire de la bourse de New-York et s'inscrit sur la bourse de Shanghai.
En décembre 2021, Venture Global LNG, une entreprise américaine, annonce la signature d'un contrat d'approvisionnement depuis la Louisiane de 2 millions de tonnes de GNL à CNOOC.
En avril 2022, la société redéfinit le positionnement de ses investissements à l'international. Afin de prévenir d'éventuelles sanctions de la part des occidentaux dans le cadre de la guerre en Ukraine, la société met en vente auprès de Bank of America ses actifs en mer du Nord (Royaume-Uni). CNOOC cherche aussi à se désengager de ses participations au Canada et aux États-Unis.